# Jeskyně Ementál
Jeskyně Ementál byla objevena v letech 1988–1990. Pravděpodobně se jedná o nejkrásnější jeskyni v Českém krasu.[zdroj?] Tento podzemní klenot se podařilo navštívit jen několika málo šťastlivcům, neboť objevitelé se snaží jeskyni ochránit před všemi nezvanými návštěvníky, včetně speleologů. V roce 1999 byla jeskyně tajně prozkoumána, takže je známa její délka – 1 880 metrů, mapa (členitost jeskyních prostor připomíná sýr ementál) a fotografie. Objevitelé nyní znepřístupnili vchod do jeskyně tak, že se do ní nikdo nedostane.

## Popis jeskyně
Vchod do jeskyně se nachází u silnice spojující obec Srbsko s Karlštejnem. Na existenci podzemních prostor upozornila povodeň v létě roku 1981, kdy voda zaplavující silnici začala mizet v otvoru na úpatí skály. V jednom z otvorů začali objevitelé kopat  vstupní, asi 30 m dlouhou šachtu, ústící do spletité sítě chodeb, komínů a spousty různých odboček. To vše je vyzdobeno krápníkovými ozdobami rozličných tvarů.